# Saison 1894-1895 des Sénateurs d'Ottawa
Autres saisons
Saison précédente Saison suivante
La saison 1894-1895 de hockey sur glace est la dixième à laquelle participe le Club de hockey d'Ottawa.

## Classement
| Clt   | Équipe                  | PJ | V | D | N | BP | BC | Pts |
| ----- | ----------------------- | -- | - | - | - | -- | -- | --- |
| +001, | Victorias de Montréal   | 8  | 6 | 2 | 0 | 35 | 20 | -   |
| +002, | AAA de Montréal         | 8  | 4 | 4 | 0 | 33 | 22 | -   |
| +003, | Club de hockey d'Ottawa | 8  | 4 | 4 | 0 | 25 | 24 | -   |
| +004, | Crystals de Montréal    | 8  | 3 | 4 | 0 | 21 | 39 | -   |
| +005, | Bulldogs de Québec      | 8  | 0 | 8 | 0 | 18 | 27 | -   |

- Champion de l'AHAC

## Meilleurs marqueurs
| Joueur          | PJ | B  |
| --------------- | -- | -- |
| Herbert Russell | 8  | 10 |
| Thomas Kirby    | 7  | 5  |
| Alf Smith       | 8  | 5  |

## Matchs après matchs
| No | Date       | Visiteurs | Résultat | Domicile  | Fiche |
| -- | ---------- | --------- | -------- | --------- | ----- |
| 1  | 5 janvier  | Crystals  | 1-9      | Ottawa    | 1-0-0 |
| 2  | 12 janvier | Ottawa    | 1-5      | Victorias | 1-1-0 |
| 3  | 19 janvier | Ottawa    | 2-3      | AAA       | 1-2-0 |
| 4  | 26 janvier | Québec    | 0-1      | Ottawa    | 2-2-0 |
| 5  | 16 février | AAA       | 3-4      | Ottawa    | 3-2-0 |
| 6  | 23 février | Ottawa    | 3-2      | Québec    | 4-2-0 |
| 7  | 2 mars     | Victorias | 3-2      | Ottawa    | 4-3-0 |
| 8  | 6 mars     | Ottawa    | 3-7      | Crystals  | 4-4-0 |